# Agrotis galapagosensis
Agrotis galapagosensis är en fjärilsart som beskrevs av Köhler 1961. Agrotis galapagosensis ingår i släktet Agrotis och familjen nattflyn. Inga underarter finns listade i Catalogue of Life.